# Pokój nad rzeką Ugrą 1408
Pokój nad rzeką Ugrą – zawarty 14 września 1408 roku pomiędzy wielkim księciem litewskim Witoldem a wielkim księciem moskiewskim Wasylem I, kończący wojnę litewsko-moskiewską (1406-1408).

## Wprowadzenie
W 1408 roku Witold szykował się do kolejnej wyprawy, której celem miał być Psków lub Moskwa. Ambitny książę uzyskał na ten cel wsparcie kilku polskich chorągwi oraz kontyngentu krzyżackiego. 
W lipcu tegoż roku Świdrygiełło sprzymierzył się z księciem moskiewskim Wasylem I, który zaniepokojony ekspansją litewską na ziemiach ruskich hojnie go przyjął, nadając mu kilka kluczowych moskiewskich grodów. Wobec takiego obrotu spraw głównym celem kampanii stała się Moskwa. Obie armie – litewska i moskiewska – spotkały się na początku września nad dopływem rzeki Oki – Ugrą. Zablokowany przez wojska moskiewskie i posiłki Świdrygiełły Witold po pół miesiąca stania naprzeciw sił wroga nie zdecydował się na bitwę, lecz na zawarcie pokoju.

## Postanowienia
Zawarty pokój ustanawiał rzekę Ugrę za granicę strefy wpływów Moskwy i Litwy, potwierdzając jednocześnie status quo – Litwa zatrzymywała m.in. Smoleńsk i Księstwa Wierchowskie, zaś Moskwa nie poniosła żadnych strat terytorialnych. Wasyl I uznał także litewskie wpływy w Pskowie i Nowogrodzie Wielkim. 
Był to pokój niezwykle dla Litwy korzystny – pomimo braku podporządkowania sobie Moskwy Witold uzyskał pokój, który zabezpieczył wschodnią granicę Litwy na blisko 18 lat.